# 핀치 (미국의 밴드)
핀치(Finch)는 미국 캘리포니아주 테메큘라 출신 록 밴드이다.

## 역사
핀치는 데프톤스의 커버 밴드 "Numb"에서 시작되었다. 얼마 후에 랜디 스트로메이어를 기타리스트로 영입하고, 드라이브-스루 레코드와 계약을 맺었다. 이들은 이름을 핀치로 바꾸고, EP 《Falling into Place》를 발매하였다. 이 EP 음반은 발매한 지 몇 달 되지 않아 6,000 장 이상의 판매고를 올렸다.
2001년 8월, 프로듀서 마크 트롬비노와 함께 빅 피시 스튜디오에서 음반 작업을 시작하였다. 데뷔 음반 《What It Is to Burn》은 2002년 3월 12일에 발매되었다. 핀치는 〈Worms of the Earth〉라는 곡으로 《언더월드》 사운드트랙에 참여하였으며, 이 곡은 컴필레이션 음반 《Atticus: ...dragging the lake, Vol. 2》에도 실렸다.
밴드 설립 멤버이기도 한 드러머 알렉스 파파스가 음악적 차이를 이유로 탈퇴하게 되었고, 그 자리는 마크 앨런이 대신하였다. 두 번째 음반 《Say Hello to Sunshine》은 2005년 6월 7일 발매되었다. 핀치는 2006년 2월 19일부터 활동 중단에 들어갔으나, 2007년 11월 공연을 열며 다시 활동을 재개하였다.

## 구성원
- 네이트 바칼로(Nate Barcalow) - 보컬
- 랜디 스트로메이어(Randy Strohmeyer) - 기타
- 알렉스 리나레스(Alex Linares) - 기타
- Drew Marcogliese - 드럼
- 다니엘 워나콧 (Daniel Wonacott) - 베이스

### 이전 멤버
- 알렉스 파파스(Alex Pappas) - 드럼
- 데릭 도허티(Deryk Doherty) - 베이스 기타
- 마크 앨런(Marc Allen) - 드럼

## 음반 목록

### 정규 음반
- 《What It Is to Burn》(2002년)
- 《Say Hello to Sunshine》(2005년)

### EP
- 《Falling into Place》(2001년)
- 《Finch》(2008년)